# São João do Itaperiú
São João do Itaperiú là một đô thị thuộc bang Santa Catarina, Brasil. Đô thị này có diện tích 151,926 km², dân số năm 2007 là 3289 người, mật độ 23,1 người/km².